# Karel Waeri

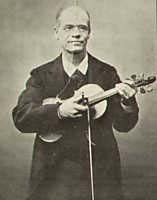
Karel Waeri

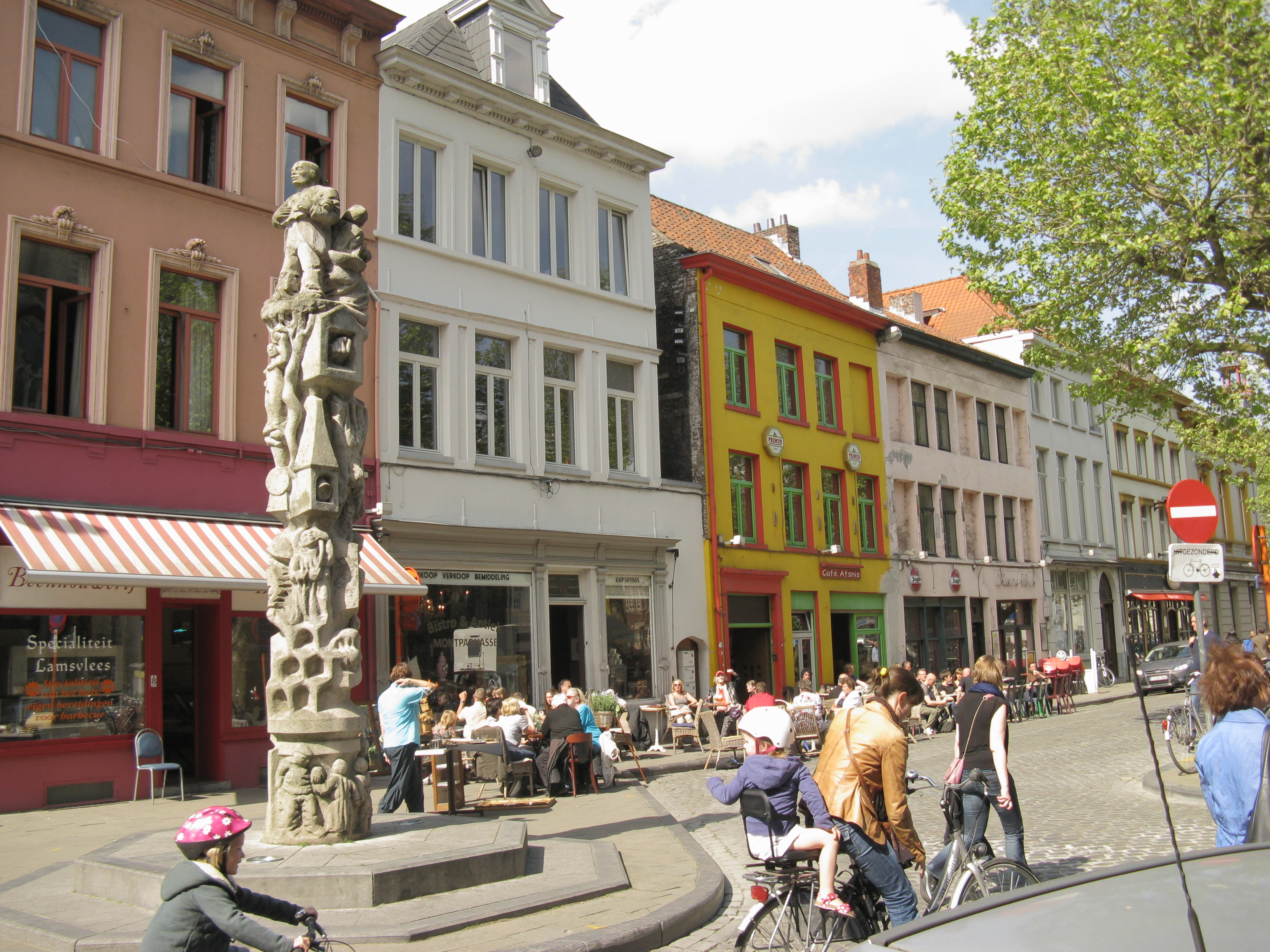
Standbeeld van Karel Waeri door Walter De Buck

Karel Waeri of Kôarelke Waeri in het Gents (Gent, 3 juli 1842 - aldaar, 15 maart 1898) was een negentiende-eeuwse volkszanger, geboren in de Gentse Veerstraat nummer 73. Hij was de zoon van Pierre Adrien Waeri en Pauline Josine De Baedts, arbeiders in het handweven. Zijn bijnaam was Den Gentschen Béranger.
Hij was een jongen uit de arbeidersklasse, en alhoewel hij geen letterkundige of musicus was, had hij een bijzondere bekwaamheid om de mensen allerlei liedjes uit eigen inspiratie te leren zingen. Van kindsbeen af was Kôarelke een voorbeeld van vlijt en weetgierigheid op school. Zijn voorliefde voor muziek kwam weldra tot uiting: met een klomp en een paar paardeharen maakte hij een soort speeltuig. Toen hij 14 jaar oud was wist hij uit een blikken fluitje allerlei deuntjes te blazen. 
Hij moest echter werken en stond op 16-jarige leeftijd met zijn broer aan het weefgetouw. Door de schuld van zijn ontaarde vader Piro Waeri, ontvluchtte hij het ouderlijke huis; hij was toen 19 jaar oud. Hij werd opgenomen door zijn peter als leerjongen ijzerdraaier. Hij werd achtereenvolgens loopjongen, fotograaf, pasteibakker en bakkersgast maar uiteindelijk kocht hij een viool en werd volkszanger. Samen met zijn broer ging hij 's zondagsavonds in de herbergen zingen om het gezin te ondersteunen. Aanvankelijk ging het niet te best. Soms trok hij er alleen op uit. In het begin stond hij in kerkportalen om bij het einde van de mis zijn luisteraars op te wachten en naar zich toe te lokken. Hij drentelde ook langs de volkswijken om aldaar liederen, op losse blaadjes gedrukt, aan de liefhebbers te verkopen. 
Karel maakt zich aantrekkelijk en populair en mengde zich onder het volk op de rustdagen en zonder moeite vond hij zijn luisteraars op zomerdagen in de lusthoven buiten de stad. Bij alle kermissen was Karel te vinden en de liefhebbers van de "leute" en het plezier zagen hem graag komen. 
In 1868 trouwde Karel Waeri met de muzikaal begaafde Sidonie De Meyer. Ze vergezelde haar man vaak op tournee, kon meezingen en begeleidde hem met de gitaar. Samen hadden ze zes kinderen die later studeerden aan het conservatorium, wat hij betaalde met zijn inkomsten uit zijn optredens, die het inkomen van een arbeider ruim overtroffen.
Daardoor wijdden ze zich volledig aan de volkszangerkunst. 
Hij begon met de snaren van zijn viool te stemmen. En dan begon hij te zingen, terwijl hij met de rechterhand de strijkstok vasthield en daarmee gebaren maakte om het belang van sommige verzen aan te duiden. Hij zong en speelde nooit tegelijkertijd. Hij zong met een neusstem om na elke zin effect te kunnen geven met een vreef met zijn strijkstok op de snaren.  
Na 2 of 3 liedjes haalde hij een grote zeeschelp uit zijn zak en hoopte hiermee van de toehoorders een gift te ontvangen.  
Waeri zong politiek geëngageerde liedjes, waarin hij de schrijnende armoede van de arbeiders in Gent aanklaagde, maar ook ontspannende liedjes. Hij was ook berucht om zijn "vetjes": komische en erotisch dubbelzinnige liedjes die later op de avond werden gezongen.
Hij was klein van gestalte. De eerder dubbelzinnige liedjes zong hij niet in het bijzijn van vrouwen of kinderen. Hij had een repertoire van een 500 liederen.  
Op Bij Sint-Jacobs in Gent kan men het standbeeld Den Gentschen Béranger vinden. Deze 4,80 meter hoge zuil refereert in tien taferelen aan de thema's uit het werk van Waeri: (slaven)arbeid, bloedbanden en verbondenheid. Het beeld, gemaakt door Walter De Buck, werd ingehuldigd op 9 juni 1989.

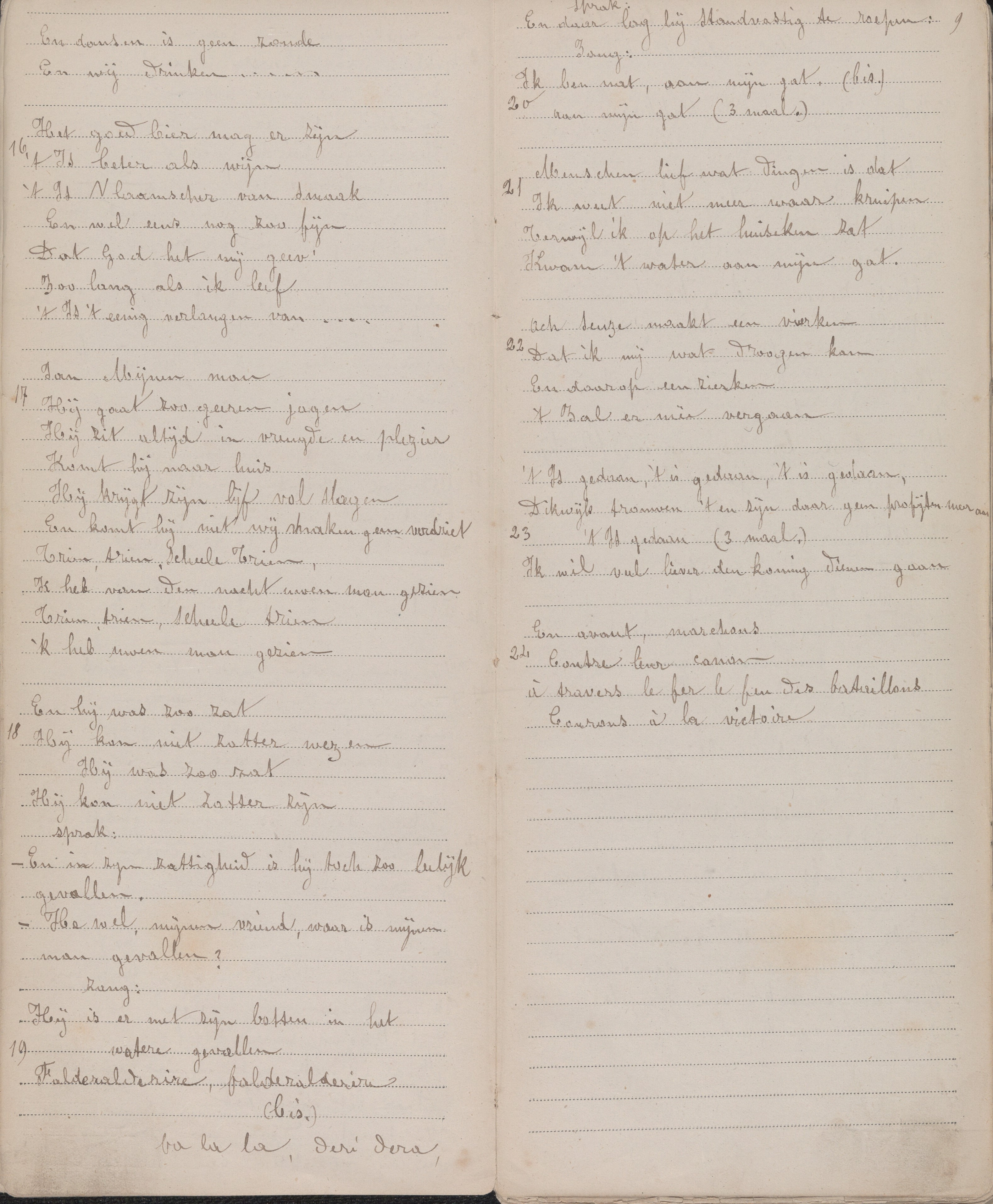
Fragment uit zijn liederenboek Politieke en kluchtige liederen, geschreven tussen ca. 1877 en 1884